# Капустинський Олександр Осипович
о. Олександр Осипович Капустинський (16 серпня 1860, Садгора, нині в межах Чернівців — 10 травня 1939, Кудринці, нині Борщівський район) — український греко-католицький священник, громадсько-політичний та освітній діяч.

## Життєпис
Народився 16 серпня 1860 року в місті Садгора (нині в межах Чернівців, Україна).
Закінчив гімназію в Чернівцях. Навчався на правничому факультеті Чернівецького університету, у Львівській духовній семінарії.
Висвячений 1886 року. Був парохом містечка Мельниця (нині — смт Мельниця-Подільська Чортківського району) від 1905 року. Кудринецький декан УГКЦ, почесний крилошанин і радник Станиславівської консисторії. У 1913–1914 роках посол Галицького крайового сейму від Української національно-демократичної партії (округ Борщів, діяв в Українському соймовому клубі, обраний від IV курії).
У час існування Української Держави — ЗУНР — став делегатом її Української Національної Ради як сеймовий посол. Брав активну участь у встановленні влади ЗУНР у Чорткові разом із М. Мельником. Разом з УГА перейшов за р. Збруч, служив греко-католицьким священником у Кам'янці-Подільському.
У 1920–1930 роках — член виділів товариства «Народний дім» та шкільної ради повіту, віце-маршалок Борщівської повітової ради. За його ініціативи та сприяння спорудили будівлю та відкрили гімназію товариства «Рідна школа» в Борщеві.